# Генетичне обстеження перед вагітністю
Генетичні дослідження при плануванні здорового потомства стали можливими з розвитком генетики. Допомагають уникнути генетичних захворювань у нащадків. Генетично хворі діти часто народжуються у здорових батьків, там, де ніхто не очікує на трагедію. Бо здорова людина може бути носієм різних генних мутацій, які, якщо вони є одинаковими у чоловіка і жінки, можуть призвести до вроджених вад чи захворювань їхнього потомства. Спадковими є недуги, спричинені порушеннями у збереженні, передачі та діяльності генетичної інформації.  В основі спадкових хворіб є генні, хромосомні та геномні мутації. Для народження здорового потомства стало можливим запобігання подвоєння небажаних генних мутацій батька і матері завдяки виявленню мутацій тестами.

## Тести і здорові діти
Генетичні тести можуть суттєво мінімізувати або усунути випадки генетичних розладів. Але тоді виникає потреба уникати шлюбів, коли в обидвох партнерів є одинакові мутації генів, що спричиняють захворювання. Деякі мутації можуть не проявлятися, інші викликають генетичне захворювання. Коли у чоловіка чи жінки є мутація в одному з генів, ця людина є носієм рецесивного захворювання. Двоє носіїв однієї і тієї ж рецесивної хвороби можуть мати уражену генетичним захворюванням дитину.
Генетичні тести допомагають виявити такі недуги: муковісцидоз, хвороба Тея-Сакса; сімейна дисавтономія; кістозний фіброз; хвороба Канавана; хвороба зберігання глікогену (тип 1); анемія Фанконі (тип С); синдром Блума; хвороба Німана–Піка; муколіпідоз IV типу; спинномозкова м’язова атрофія, інше. Спеціалісти  допомагають визначити, який саме перелік тестів потрібний для конкретної пари.
У США витрати на тестування становлять від 225 до 500 доларів.
Лише близько двох відсотків усіх захворювань, в тому числі хвороба Тея-Сакса, спричинені мутаціями в одному гені. Решта недуг є результатом дії кількох генів, і в поєднанні з різними чинниками довкілля.

## Проблема людства
Спадкові хвороби, спричинені генними мутаціями, є проблемою всього людства. Адже частина спадкової патології виникає внаслідок мутаційних процесів у попередніх поколіннях. У деяких народів спостерігається підвищений рівень низки генетичних розладів, історія успадкування яких сягає кількох тисяч років.
Певні недуги пов'язані з різними расами чи народами. Особи середземноморського походження потерпають від захворювань крові (таласемія); африканці мають більш високі показники успадкування серпоподібноклітинної анемії; у білих північноєвропейського походження частіше народжуються діти з муковісцидозом. Але можна визначати гени, які викликають ці біди серед етнічних груп і окремих людей.
Так, родовід майже всіх 270 000 мешканців Ісландії походить від кількох тисяч норвежців, що з'явилися тут у 900-х роках нашої ери. Одинадцять віків ізоляції  призвели до частої появи серед жінок раку молочної залози. У двох місцевих родинах часті випадки цієї недуги простежувалися в багатьох поколіннях аж до 1711 року.  В обох ciм'ях була виявлена одна й та сама мутація - делеція (брак) п'яти «букв» в тексті гена BRCA2, після 999-ї «букви».  Інша мутація в цьому ж гені - делеція 6174-ї "букви" характерна для нащадків євреїв ашкеназі.  Приблизно 8% випадків раку молочної залози у єврейок ашкеназі у віці близько 42 років пов'язані з цією мутацією, і ще 20 % випадків - з мутацією в гені BRCA1, що на хромосомі 17. Генетичні захворювання  серед єврейок спричинені тривалим інбридингом, хоча й не в таких масштабах, як в Ісландії.  У США був створений комітет з попередження генетичних захворювань євреїв (The Committee for the Prevention of Jewish Genetic Disease, דור ישרים,), завданням якого - робити генетичний аналіз крови у школярів. Генетичний аналіз крови у єврейських школярів проводиться анонімно.  Коли діти дорослішають, перш ніж дозволити їм одружитися, шлюбні агенти запитують у базі даних результати аналізів.  Якщо в обох молодят будуть виявлені однакові мутації, що викликають хвороби, то в шлюбі молодим буде відмовлено. Завдяки цьому на даний час серед єврейського населення США, Канади викорінені муковісцидоз, хвороба Тея-Сакса.

## В Україні
діє державна програма добровільного дошлюбного медико-генетичного консультування наречених . Та в останні роки пари щораз частіше не реєструють свій шлюб перед народженням дітей, що викликає труднощі з інформуванням громадян про генетичне обстеження перед вагітністю. Групою ризику в Україні щодо найчастішого прояву  рецесивних спадкових недуг є ізольовані етнічні групи, населення з частими випадками близьких родинних шлюбів.